# Turkije op het Eurovisiesongfestival 2002
Turkije deed mee aan het Eurovisiesongfestival 2002 in Tallinn, Estland. Het was de 24ste deelname van het land op het Eurovisiesongfestival. Het lied werd gekozen door middel van een nationale finale.

## Selectieprocedure
De kandidaat voor Turkije op het Eurovisiesongfestival werd gekozen door een nationale finale.
De finale werd georganiseerd op 15 februari 2002 in de studio's van de nationale omroep in Ankara.
In totaal namen 5 artiesten deel aan deze finale. De winnaar werd gekozen door een jury van 10 mensen.
| # | Lied                          | Artiest                    | Resultaat |
| - | ----------------------------- | -------------------------- | --------- |
| 1 | Leylaklar soldu kalbinde      | Buket Bengisu & Grup Safir | 1ste (10) |
| 2 | "Güneş Doğarken"              | Dolunay                    | -         |
| 3 | "Sarıl Bana"                  | Ayça Dönmez                | -         |
| 4 | "Son Şans"                    | Cenk Yeles                 | -         |
| 5 | "Ne Olursun Bir Şeyler Söyle" | Semih Bayraktar            | -         |

## In Tallinn
In Estland trad Turkije als 19de land aan, net na Duitsland en voor Malta. Op het einde van de stemming bleek dat ze 29 punten gekregen hadden en dat ze daarmee op de 16de plaats waren geëindigd. 
België had geen punten over voor deze inzending en Nederland deed niet mee in 2002.

### Gekregen punten

#### Finale
| 12 punten | 10 punten | 8 punten          | 7 punten               | 6 punten |
| --------- | --------- | ----------------- | ---------------------- | -------- |
|           |           | - Noord-Macedonië | - Frankrijk - Roemenië |          |
| 5 punten  | 4 punten  | 3 punten          | 2 punten               | 1 punt   |
|           | - Spanje  | - Kroatië         |                        |          |

### Punten gegeven door Turkije

#### Finale
Punten gegeven in de finale:
| 12 punten | Oostenrijk          |
| 10 punten | België              |
| 8 punten  | Estland             |
| 7 punten  | Roemenië            |
| 6 punten  | Letland             |
| 5 punten  | Malta               |
| 4 punten  | Zweden              |
| 3 punten  | Duitsland           |
| 2 punten  | Verenigd Koninkrijk |
| 1 punt    | Denemarken          |